# LIFE (原田真二の曲)
「LIFE」（ライフ）は、1981年4月21日にリリースされた原田真二&クライシスの曲で、原田真二通算11作目のシングル。

## 解説
- ジャケットを初めてバンドメンバーで撮影。ギタリストがアルバム『HUMAN CRISIS』（1980.11.5）発売直前に脱退したため、CRISISは以降4人編成のバンドとなった。
- よって原田は、ピアノよりギター演奏率が高くなり、この曲も原田のディストレーションの効いたロック感のあるギターリフから始まる[1]。
- 「原田真二はロックをやってもちゃんとポップになる。そんな見本のような一品。原田真二ポジティブ・メッセージソングの代表格に位置している」とベストアルバムの解説は評している[1]。
- 現在でもライブ演奏率が高く、LIFE♪のところで右手をLの形にして突き上げるのが定番で、今でも実行しているファンは多い。
- B面は『HUMAN CRISIS』からのリカットで、教育ママ"ルーシー"を主人公に教育問題を歌った作品。アルバムと音源は一緒だが、歓声やMCを入れ音圧を変え偽意ライブバージョンにリミックスしている。また演奏部分はアルバムよりもショートバージョンとなっている。

## 収録曲
両曲　作詞・作曲・編曲：原田真二

### SIDE A
LIFE　ライフ　（3分18秒）

### SIDE B
MAMA LUCY　ママ ルーシー　（4:分13秒）
- シングル・ミックス・バージョン

## ミュージシャン
詳細不明

## 関連収録作品
- 2005年 GOLDEN☆BEST 原田真二 1992-1996 SHINE THE LIGHT COLLECTION （アコースティックバージョン）
- 2006年 GOLDEN☆BEST 原田真二&クライシス LIFE〜ポリドール・イヤーズ 1980-1981
- 2007年 原田真二&クライシス ポリドール・イヤーズ完全盤